# Essex Police

Obszar odpowiedzialności Essex Police na mapie policji terytorialnych Anglii

Essex Police – brytyjska formacja policyjna, pełniąca rolę policji terytorialnej na obszarze pokrywającym się z granicami hrabstwa ceremonialnego Essex. Według stanu na marzec 2012, liczy 3408 funkcjonariuszy. Komenda główna formacji znajduje się w Chelmsford, tam też zlokalizowane jest kolegium policyjne, prowadzące kształcenie funkcjonariuszy. Essex Police współpracuje blisko z Kent Police, obie policje mają m.in. wspólny śmigłowiec oraz zespół ds. najpoważniejszych przestępstw. 

## Kierownictwo
stan na 13 października 2013
- komendant główny: Stephen Kavanagh
- komisarz ds. policji i przestępczości (nadzorca cywilny): Nick Alston

## Galeria

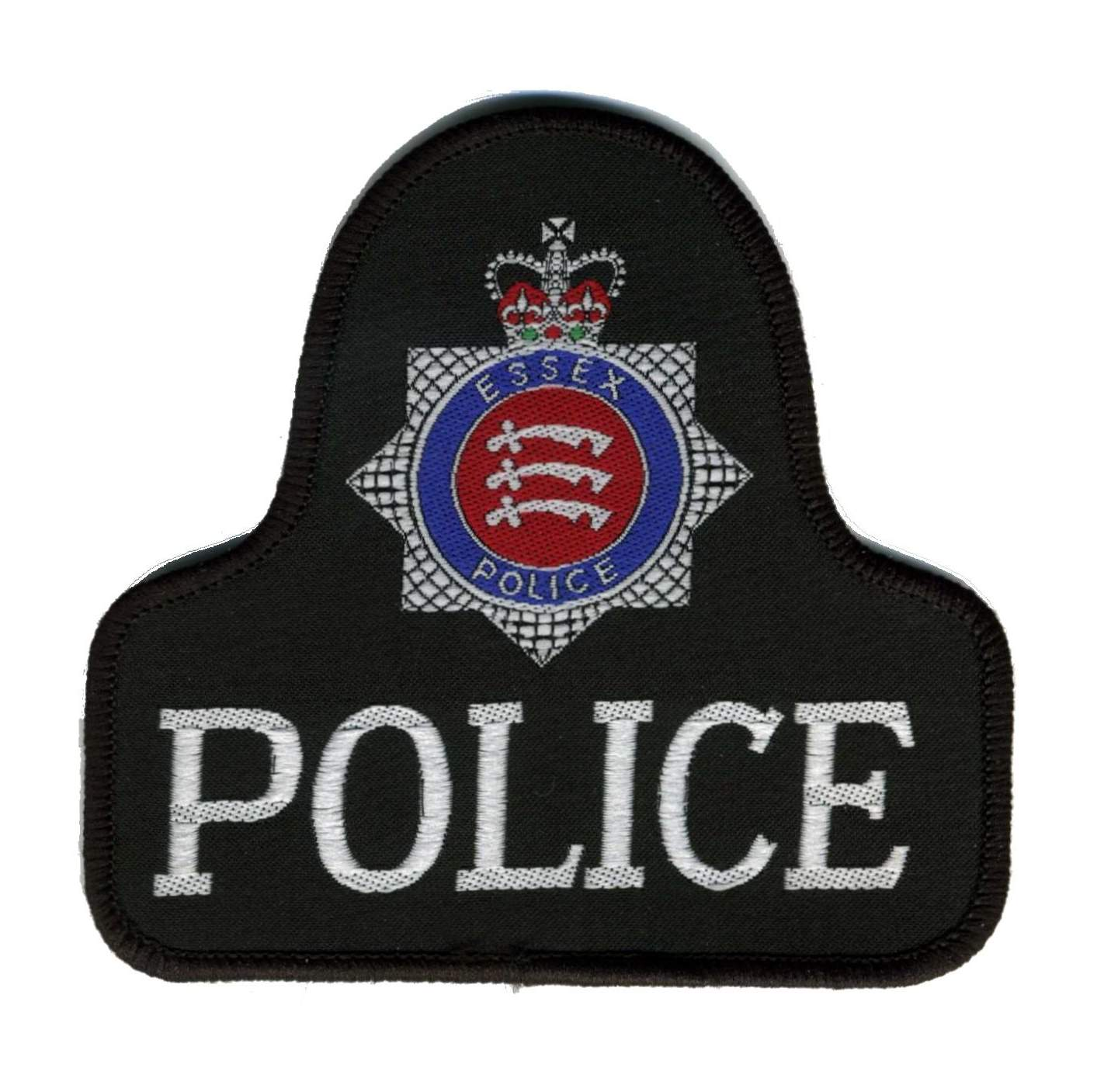
Naszywka mundurowa
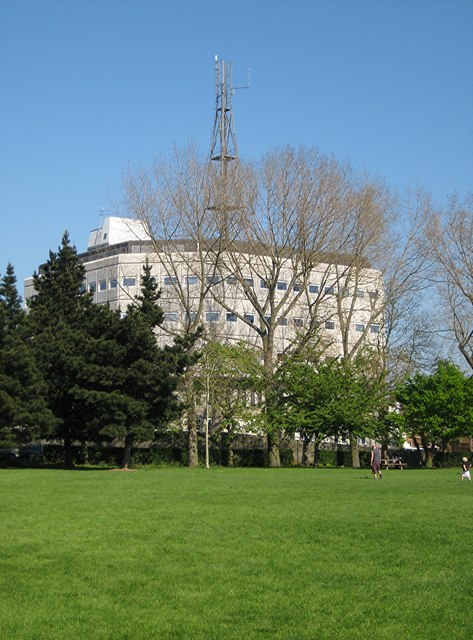
Komenda główna Essex Police w Chelmsford
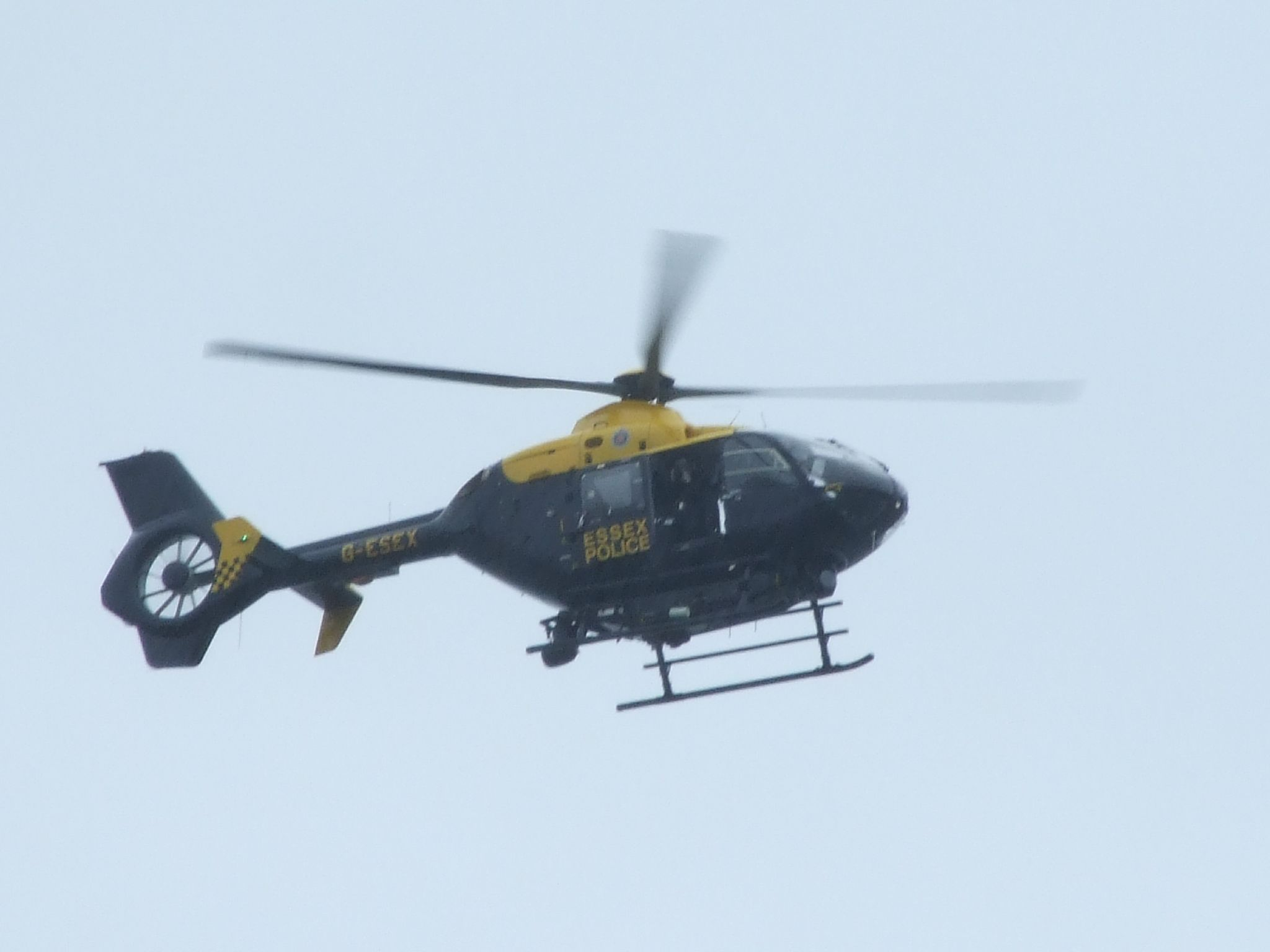
Śmigłowiec Essex Police
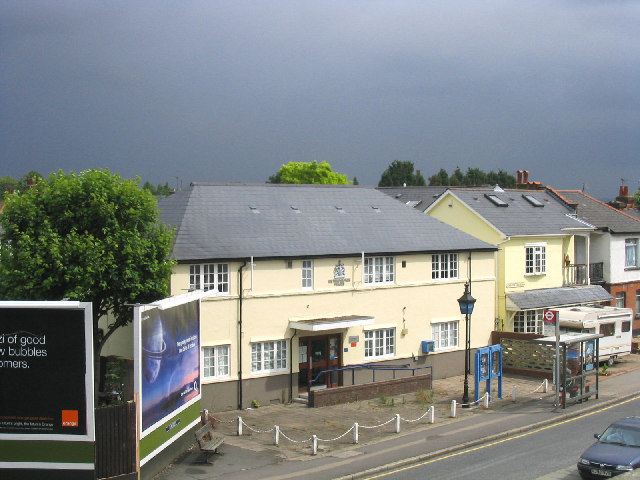
Posterunek w Upminster